# Rock Forever
Pour les articles homonymes, voir Rock of Ages.
Pour plus de détails, voir Fiche technique et Distribution.
Rock Forever ou L'Ère du rock au Québec (Rock of Ages) est un film américain réalisé par Adam Shankman, sorti en 2012. C'est l'adaptation de la comédie musicale Rock of Ages de Chris D'Arienzo.

## Synopsis
Sherrie, jeune provinciale, rencontre Drew, garçon de la ville, sur le Sunset Strip, alors qu'ils tentent de percer à Hollywood. "Rock Forever" raconte leur histoire d'amour à travers les tubes de Bon Jovi, Def Leppard, Foreigner, Pat Benatar, Journey, Poison, REO Speedwagon, et Twisted Sister...

## Fiche technique
- Titre original : Rock of Ages
- Titre français : Rock Forever
- Titre québécois : L'Ère du rock
- Réalisation : Adam Shankman
- Scénario : Chris D'Arienzo, Michael Arndt, Allan Loeb (en), Jordan Roberts et Justin Theroux
- Décors : Jon Hutman
- Costumes : Rita Ryack
- Photographie : Bojan Bazelli
- Montage : Emma E. Hickox
- Musique : Adam Anders, Peer Åström et Cliff Eidelman
- Production : Jeff Davis, Jennifer Gibgot, Garrett Grant, Tobey Maguire, Scott Prisand, Adam Shankman et Matt Weaver
- Sociétés de production : New Line Cinema, Offspring Entertainment, Corner Store Entertainment, Maguire Entertainment
- Sociétés de distribution : Warner Bros
- Budget : 75 millions $
- Pays d'origine : États-Unis
- Langue originale : anglais
- Format : couleurs – 2,35:1 – 35 mm, cinéma numérique — son Dolby Digital
- Genres : musical et comédie dramatique
- Durée  : 123 minutes
- Dates de sortie[1] :
  -  États-Unis : 15 juin 2012
  -  France : 11 juillet 2012

## Distribution
- Diego Boneta (V. F. : Alexandre Guansé ; V. Q. : Gabriel Lessard) : Drew Boley
- Julianne Hough (V. F. : Geneviève Doang ; V. Q. : Mélanie Laberge) : Sherrie Christian
- Tom Cruise (V. F. : Jean-Philippe Puymartin ; V. Q. : Gilbert Lachance) : Stacee Jaxx
- Paul Giamatti (V. F. : Daniel Lafourcade ; V. Q. : Pierre Auger) : Paul Gill
- Russell Brand (V. F. : Olivier Chauvel ; V. Q. : Nicolas Charbonneaux-Collombet) : Lonny
- Catherine Zeta-Jones (V. F. : Rafaèle Moutier ; V. Q. : Élise Bertrand) : Patricia Whitmore, la femme du maire
- Mary J. Blige (V. F. : Emmanuelle Rivière ; V. Q. : Véronique Marchand) : Justice Charlier
- Malin Åkerman (V. F. : Élisabeth Ventura ; V. Q. : Camille Cyr-Desmarais) : Constance Sack[2],[3]
- Alec Baldwin (V. F. : Bernard Lanneau ; V. Q. : Marc Bellier) : Dennis Dupree
- Bryan Cranston (V.F. ; Jean-Louis Faure ; V. Q. : Jacques Lavallée) : Mike Whitmore, le maire de Los Angeles
- James Martin Kelly : Doug Flintlock
- Will Forte (V. F. : Laurent Morteau) : Mitch Miley
- Anya Garnis : Destiny
- Kevin Nash et Jeff Chase : les gardes du corps de Stacee Jaxx
- Constantine Maroulis, Sebastian Bach, Nuno Bettencourt, et Porcelain Black : apparaissent en caméos durant le film

Source et légende : Version française (V. F.) sur AlloDoublage et Version québécoise (V. Q.)

## Production

### Casting
Anne Hathaway et Amy Adams furent pressenties pour incarner le rôle d'une journaliste. En raison de leurs engagements pour d'autres films, la première dans The Dark Knight Rises et la seconde dans Man of Steel,,, elles ont dû décliner l'offre. Le rôle fut finalement confié à Malin Åkerman.

## Bande originale
La bande originale du film est sortie le 9 juillet 2012.

### Liste des chansons
1. Paradise City – Tom Cruise
2. Sister Christian / Just Like Paradise / Nothin' but a Good Time – Julianne Hough, Diego Boneta, Russell Brand, Alec Baldwin
3. Juke Box Hero / I Love Rock 'n' Roll – Diego Boneta, Alec Baldwin, Russell Brand, Julianne Hough
4. Hit Me with Your Best Shot – Catherine Zeta-Jones
5. Waiting for a Girl Like You – Diego Boneta, Julianne Hough
6. More Than Words / Heaven – Julianne Hough, Diego Boneta
7. Wanted Dead or Alive – Tom Cruise, Julianne Hough
8. I Want to Know What Love Is – Tom Cruise, Malin Åkerman
9. I Wanna Rock – Diego Boneta
10. Pour Some Sugar on Me – Tom Cruise
11. Harden My Heart – Julianne Hough, Mary J. Blige
12. Shadows of the Night / Harden My Heart – Mary J. Blige, Julianne Hough
13. Here I Go Again – Diego Boneta, Paul Giamatti, Julianne Hough, Mary J. Blige, Tom Cruise
14. Can't Fight This Feeling – Russell Brand, Alec Baldwin
15. Any Way You Want It – Mary J. Blige, Constantine Maroulis, Julianne Hough
16. Undercover Love – Diego Boneta
17. Every Rose Has Its Thorn – Julianne Hough, Diego Boneta, Tom Cruise, Mary J. Blige
18. We Built This City / We're Not Gonna Take It – Russell Brand / Catherine Zeta-Jones
19. Don't Stop Believin' - Julianne Hough, Diego Boneta, Tom Cruise, Alec Baldwin, Russell Brand, Mary J. Blige

## Accueil

### Critiques
Le film a reçu des critiques mitigées de la part des critiques et a une évaluation critique de 42 % sur Rotten Tomatoes basée sur 227 critiques, avec une note moyenne de 6⁄10. Le consensus du site déclare: "sa stupidité exubérante est presque suffisante pour compenser son absence totale de inconséquence, mais Rock Forever est finalement trop fade et trop longue pour justifier son passage au grand écran". Indiquant des "avis mitigés ou moyens".

### Box-office
Le film est un échec commercial récoltant seulement 59 418 613 $ dans le monde, dont 38 518 613 $ en Amérique du nord pour un budget de 75 000 000 $.
En France, le film a déçu aussi au box-office, avec seulement 66 558 entrées.
| Pays ou région    | Box-office     | Date d'arrêt du box-office | Nombre de semaines |
| ----------------- | -------------- | -------------------------- | ------------------ |
| États-Unis Canada | 38 518 613 $   | -                          | -                  |
| France            | 66 558 entrées | -                          | -                  |
| Total mondial     | 59 418 613 $   | -                          | -                  |